# Planetary Unfolding
Planetary Unfolding (1981) este un album de ambient electronic al compozitorului și muzicianului American Michael Stearns. Albumul e considerat unul clasic în muzica ambient,  ajungând în 2002, în lista Celor Mai Influente 25 Albume Ambient Ale Tuturor Timpurilor

## Rezumat
În 1975 Michael Stearns devine muzician compozitor resident al cursurilor de meditație ale lui Emily Conrad. Mai întâi a compus și a interpretat pe un Minimoog și diferite alte instrumente electro-acustice. Prin Kevin Braheny, face cunoștință în 1979 cu sintetizatorul modular Serge, care deținea un sistem de 15 panouri (poreclite "The Mighty Serge"), pe care l-a folosit pe Morning Jewel. Își construiește apoi propriul Serge de 12 panouri. Pe acesta, ca și pe sitemul lui Braheny, interpretează muzică electronică cu puternic simț cosmic.
Planetary Unfolding a fost înregistrat în decursul lui 1981, când Michael a părăsit Studioul  Continuum a lui Conrad. Ideile muzicale pe care Michael le-a interpretat în anii anteriori pe sintetizatorul Serge, au fost dezvoltați și îmbinați, dând naștere acestei compoziții muzicale de 52 de minute, cu fiecare din cele două părți, tăiată în trei piese.
Albumul a fost lansat mai întâi la propria casă de discuri a lui Michael Stearns, Continuum Montage, în 1981. Ca între 1985-1991, să fie re-editat și relansat pe CD de Sonic Atmospheres, pentru ultima oară, și de atunci ne mai fiind disponibil: la data de June 2009, nu a fost relansat nici la casa de discuri a lui Stearns, întemeiată în anul 2000.

## Lista pieselor
1. "In the Beginning..." – 8:00
2. "Toto, I've a Feeling We're Not in Kansas Anymore!" – 6:20
3. "Wherever Two or More Are Gathered" – 9:19
4. "Life in the Gravity Well" – 6:55
5. "As the Earth Kissed the Moon" – 9:55
6. "Something's Moving" – 5:19